# کلسیم فلوئورید
کلسیم فلوئورید (به انگلیسی: Calcium fluoride) یک ترکیب شیمیایی با شناسه پاب‌کم ۲۴۶۱۷ است. شکل ظاهری این ترکیب، جامد بلوری سفید است. کلسیم فلورید جرم مولی معادل 78 گرم بر مول را دارد در طبیعت به عنوان فلوریت معدنی وجود دارد. از ان در متالورژی آهنی برای افزایش سیالیت فلزات مذاب استفاده می‌شود. یکی از کاربردهای مهم این ترکیب در ساخت فلوئور و اسید هیدروفلوئوریک است که مواد اولیه برای تولید بسیاری از فلوئورو ارگانیک‌ها هستند. همچنین در شیشه و سرامیک و کریستال های خالص در لیزر، اپتیک و الکترونیک نیز استفاده می‌شود. 